# الیزابت بلکمور
الیزابت بلکمور (متولد ۱۹۸۷) یک بازیگر استرالیایی است. 
اولین حضور قابل توجه او در نقش خواهر ماریانا در فصل آخر سریال درام و فانتزی اسطوره جستجوگر در سال ۲۰۱۰ بود. در سال ۲۰۱۳ در فیلم ترسناک مرده شریر درنقش ناتالی بازی کرد و در فصل هفتم سریال درام و ماورایی خاطرات خون آشام درنقش والری ظاهر شد.

## زندگی شخصی
بلکمور متولد سال ۱۹۸۷ در شهر پرت استرالیا می‌باشد. او فارغ‌التحصیل آکادمی وسترن استرالین در رشته هنرهای نمایشی است. 
در سال ۲۰۱۳، بلکمور در مسابقه جایزه بورسیه تحصیلی هیث لجر به مرحله اخر رسید. این جایزه فرصت حضور موفقیت‌آمیز در هالیوود را به این ستاره استرالیایی داد. 

## فیلم‌شناسی
| سال  | عنوان          | نقش                  | نکات                 |
| ---- | -------------- | -------------------- | -------------------- |
| ۲۰۰۸ | اولین بار پیپ  |                      | فیلم کوتاه           |
| ۲۰۱۱ | پیدا و پنهان   |                      | فیلم کوتاه           |
| ۲۰۱۱ | مرد سوزان      | مسئول پذیرش انکولوژی |                      |
| ۲۰۱۳ | خانه جاده ای   | دد                   | فیلم کوتاه، نقش اصلی |
| ۲۰۱۳ | مرده شریر      | ناتالی               |                      |
| ۲۰۱۴ | سطحی           | ایزابل               | نقش اصلی             |
| ۲۰۱۵ | قاتل‌ها و دزدها | دزد                  | فیلم کوتاه           |

| سال  | عنوان           | نقش               | نکات  |
| ---- | --------------- | ----------------- | ----- |
| ۲۰۱۰ | اسطوره جستجوگر  | خواهر ماریانا     | ۶قسمت |
| ۲۰۱۱ | خانه و دوری     | شاندی پالمر واقعی | ۲قسمت |
| ۲۰۱۲ | دیو و دلبر      | ویکتوریا هنسن     |       |
| ۲۰۱۵ | خاطرات خون آشام | والری             | فصل۷  |